# Vaudrey
Vaudrey település Franciaországban, Jura megyében. Lakosainak száma 351 fő (2022. január 1.). Vaudrey Montbarrey, Aumont, La Ferté, Mont-sous-Vaudrey, Ounans és Oussières községekkel határos.

## Népesség
A település népessége az elmúlt években az alábbi módon változott:
| Lakosok száma | 306  | 282  | 289  | 361  | 394  | 400  | 373  | 354  | 355  | 351  |
|               | 1968 | 1982 | 1990 | 2006 | 2013 | 2015 | 2017 | 2019 | 2020 | 2022 |